# Gonomyia (Prolipophleps) abbreviata
Gonomyia (Prolipophleps) abbreviata is een tweevleugelige uit de familie steltmuggen (Limoniidae). De soort komt voor in het Palearctisch gebied.